# Tres línies colpejades baixista
Tres línies colpejades baixista (en anglès: Bearish Three Line Strike) és un patró d'espelmes japoneses que, malgrat l'espelma blanca llarga, indica continuïtat de la tendència baixista, perquè l'espelma blanca és solament una presa de beneficis. Cal no confondre amb un embolcall alcista, essent el tret diferenciador la fortalesa de la tendència baixista prèvia mostrada per les tres espelmes negres.

## Criteri de reconeixement
1. La tendència prèvia és baixista
2. Es formen tres espelmes negres
3. Al dia quart dia es forma una espelma blanca llarga, que obra per sota de l'anterior, i tanca per sobre de la primera espelma negra

## Explicació
Tres línies separades baixista és un patró que apareix enmig d'una tendència baixista. Les tres espelmes negres indiquen clarament que la tendència és baixista, i l'espelma blanca llarga representa la presa de beneficis. Si la tendència anterior era fortament baixista i s'havia produït sobrevenda, la presa de beneficis que representa l'espelma blanca llarga tan sols serà un intermedi en aquesta tendència.

## Factors importants
Malgrat la força dels bears i la presa de beneficis, la confiança d'aquest patró és baixa i és imprescindible acompanyar el senyal amb altres confirmacions com ara un fort augment del volum, una llarga espelma negra l'endemà, o l'obertura amb un gap baixista.